# Яровой, Григорий Васильевич (Герой Социалистического Труда)
Григо́рий Васи́льевич Ярово́й (27 июня 1913 — 5 февраля 1989) — председатель сельхозартели имени XIX партсъезда (село Озёрное) Осакаровского района Карагандинской области, Казахская ССР. Герой Социалистического Труда (1957).

## Биография
Родился 27 июня 1913 года в селе Бака (с 1986 года не существует) (ныне — Кувандыкский район Оренбургской области). Русский.
С 1932 по 1942 года — рядовой колхозник, бригадир полеводческой бригады и заместитель председателя колхоза «Передовик», Осакаровского района Казахской АССР (с 1936 года — Казахской ССР).
С 1942 года участвовал в Великой Отечественной войне. Боевой путь прошёл станковым пулемётчиком, позже командиром пулемётного расчёта в составе 851-й стрелкового полка 278-й стрелковой дивизии участвовал в оборонительных боях и контрнаступлении под Сталинградом. 22 декабря 1943 года получил тяжёлое ранение в левое бедро и голень, и после излечения в госпитале демобилизовался.
С 1943 года -председатель колхоза «Передовик» Осакаровского района, директор совхоза «Новый путь» и директор сельхозартели имени XIX партсъезда (позднее — совхоз имени XIX партсъезда, совхоз «Токсумак»).
В 1953 году возглавил сельхозартель имени XIX партсъезда. Под его руководством хозяйство экономически окрепло и стало лучшим в районе, за счёт освоения новых земель намного увеличилась его посевная площадь.
Во время освоения целины Осакаровский район сдал государству 18 миллионов пудов зерновых. Сельхозартель имени XIX партсъезда показала одни из самых больших результатов по сбору зерновых в Осакаровском районе. Указом Президиума Верховного Совета СССР от 11 января 1957 года за особо выдающиеся успехи, достигнутые в работе по освоению целинных и залежных земель, и получение высокого урожая удостоен звания Героя Социалистического Труда с вручением ордена Ленина и золотой медали «Серп и Молот».
После реорганизации в 1961 году колхоза в совхоз имени XIX партсъезда работал управляющим отделением, а с сентября 1965 года — директором совхоза, позже переименованного в «Токсумак».
Избирался депутатом Осакаровского районного Совета депутатов трудящихся, членом Карагандинского обкома Компартии Казахстана.
В 1978 году вышел на пенсию. Жил в областном центре городе Караганда. Скончался 5 февраля 1989 года.
Умер 5 февраля 1989 года. Похоронен на Новом Михайловском кладбище в Караганде.